# Molauer Land
Molauer Land es un municipio situado en el distrito de Burgenland, en el estado federado de Sajonia-Anhalt (Alemania), a una altitud de 220 metros. Su población a finales de 2015 era de unos 1055 habitantes y su densidad poblacional, 31 hab/km².
Se encuentra junto a la frontera con el estado de Turingia.